# 星美学園短期大学

## 概観

### 大学全体
- 東京都北区に所在する日本の私立短期大学で、設置主体は学校法人星美学園[1]。
- 1960年に開学した[2]、ミッション系大学である。最大では3学科を擁していたが、学科の再編により1学科と1学科2専攻を経て現在は1学科体制となっている。
- 2024年度の入学生を最後に[注釈 1]、短期大学としての使命を終えることが決まった。

### 建学の精神（校訓・理念・学是）
- 星美学園短期大学の教育方針は「カトリック精神に根ざした愛と信頼の心を」となっている。

### 教育および研究
- 星美学園短期大学におけるカリキュラムとして特筆すべきは、人間文化学科にイタリア語・イタリア文化コースが設けられているところにあり、これは、日本全国でただ一つのものとなっている。イタリアのローマにて海外研修旅行が行なわれている。卒業論文や卒業研究発表会があるのも特色となっている。

### 学風および特色
- 星美学園短期大学は、1872年にイタリア・ローマで聖ドンボスコにより設立された扶助者聖母会（カトリック修道会）が起源となっている。そのことから、カトリック精神に基づいた教育がベースとなっており、開学記念日として「聖母祭」や「追悼ミサ」・「クリスマスセレモニー」といった宗教的行事が行われるのが特色となっている。ほか、長期履修制度を利用すれば、最大6年間在籍できるというシステムもある。

## 沿革
- 1929年 イタリアからシスター・レティツィア・ベリアッティら宣教女6名が来日
- 1939年 東京の三河島にて星美学園が創設される。
- 1951年
  - 3月14日 学校法人星美学園の設置が認可される[4]。
- 1960年
  - 1月20日 左記を以て文部省[注 1]より短期大学の設置が認可される[5]。
  - 4月1日 星美学園短期大学が以下の学科体制にて開学する。
    - 家政科 入学定員40名[6]

  - 5月1日 学生数[7]/定員
    - 家政科 28[注釈 2]/40
- 1963年
  - 4月1日 以下の学科を増設する[注釈 3]。
    - 保育科  入学定員100名

  - 同 家政科の入学定員を40→100に増員[注釈 3]。
  - 5月1日 学生数[9]/定員
    - 家政科 102[注釈 2]/140
    - 保育科 11[注釈 2]/100
- 1967年
  - 4月1日 以下の学科を増設する[注釈 4]
    - 国文科 入学定員50名[11]

  - 同 家政科の入学定員を100→50に減員[注釈 4]。
  - 5月1日 学生数[12]/定員
    - 家政科 112[注釈 2]/150[注 2]
    - 保育科 118[注釈 2]/200
    - 国文科 40[注釈 2]/50
- 1969年
  - 4月1日 既存の学科を以下の通り名称変更する[14]。
    - 家政科→家政学科
    - 保育科→幼児教育学科
    - 国文科→国文学科
- 1986年
  - 校舎を移転。図書館と大講義室を新築落成
- 1992年
  - 4月1日 入学定員の臨時増員を以下の通り行う[注 3]。
    - 家政学科 50→70
    - 国文学科 50→80

  - 5月1日 学生数[注 4]/定員
    - 家政学科 161[注釈 2]/120
    - 国文学科 187[注釈 2]/130
    - 幼児教育学科 142[注釈 2]/100
- 1993年
  - 4月1日 家政学科を生活文化学科と改称[20]。
  - 5月1日 学生数/[21]定員
    - 生活文化学科 97[注釈 2]/70
      - 家政学科 88[注釈 2]/70

    - 国文学科 196[注釈 2]/160
    - 幼児教育学科 131[注釈 2]/100
- 1999年
  - 5月1日 学生数[22]/定員
    - 生活文化学科 141[注釈 2]/140
    - 国文学科 88[注釈 2]/160
    - 幼児教育学科 143[注釈 2]/100
- 2000年 生活文化学科と国文学科を統合、人間文化学科として再編される[23]。
  - 言語文化専攻 入学定員60名
  - 人間生活学専攻 入学定員90名
- 2003年
  - 4月1日 専攻科に以下の専攻課程を置く[24]。
    - 幼児保育専攻 入学定員35名
- 2004年
  - 日伊総合研究所を創設
- 2005年
  - 4月1日 以下の通り学科等の名称変更が行われる[25]。
    - 幼児教育学科→幼児保育学科
    - 専攻科幼児教育専攻→幼児保育専攻[26]
- 2008年
  - 4月1日 専攻科幼児保育専攻の入学定員を35→50に増員[27]。
- 2009年
  - 4月1日 専攻科に以下の専攻課程を置く[28]。
    - イタリア語イタリア文化専攻 入学定員10名
- 2013年
  - 4月1日 人間文化学科を学生募集をこの年度で最終とする[注 5]。
- 2015年 人間文化学科、専攻科イタリア語イタリア文化専攻を廃止[30]。
- 2016年 学校法人星美学園と学校法人目黒星美学園が合併し、学校法人星美学園となる
- 2019年 男女共学化[31]。
- 2024年
  - 4月1日 この年度で学生募集を最終とする[注釈 1]。

## 基礎データ

### 所在地
- 東京都北区赤羽台4-2-14

### 交通アクセス
- JR宇都宮線赤羽駅または東京地下鉄南北線赤羽岩淵駅下車。

### 象徴
- 星美学園短期大学のカレッジマークには、星と花の絵が描かれており、下の部分には「RESPICE STELLAM」の文字が記されている[32]。

## 教育および研究

### 組織

#### 学科
- 人間文化学科：「イタリア語イタリア文化」・「日本語日本文学」・「生活造形」・「情報文化」・「医療福祉管理」・「総合」の各コースからなっていた。
  - 人間生活学専攻 入学定員60名[注釈 5]
  - 人間文化学科言語文化専攻 入学定員90名[注釈 5]
- 幼児保育学科

##### 旧学科
- 家政科→家政学科→生活文化学科 入学定員70名[注釈 6]
- 国文科→国文学科 入学定員80名[注釈 6]

#### 専攻科
- 幼児保育専攻  入学定員 保育士を目指す人のための課程で、修業年限は昼間部1年制。
- イタリア語イタリア文化専攻 入学定員10名 修業年限は昼間部1年制[37]

#### 別科
- なし

##### 取得資格について
- 幼児保育学科では、幼稚園教諭二種免許状が取得できる。なお保育士資格を取得する場合は、専攻科幼児保育専攻に1年間在籍し所定の単位を取得して修了することが必要である。さらに、追加履修することで特別支援学校教諭二種免許状も取得できる。
- かつては中学校教諭二種免許状の教職課程も設けられていた。　
  - 国語：かつて国文学科[注釈 7]・人間文化学科言語文化専攻[33]にて設置されていた。
  - 家庭：かつて生活文化学科[注釈 7]・人間文化学科人間生活学専攻[33]にて設置されていた。当初家政学科から設置されていた[40]。なお、保健も設置されていた[41]

#### 附属機関
- 日伊総合研究所
- 図書館
- 短大附属ではないが「星美ホーム」と称した社会福祉施設がある。

### 研究
- 『星美学園短期大学研究論叢』[42]
- 『星美学園短期大学日伊総合研究所報』[43]

## 学生生活

### 部活動・クラブ活動・サークル活動
- 星美学園短期大学のクラブ活動
  - 体育系：バスケットボール・バドミントンほか
  - 文化系：聖歌隊・ダンス・ブラスバンド・卓球

### ボランティア活動
- 「Fire kids」、「AGM」、「マリア救援隊」とそれぞれ称した団体がある。

### 学園祭
- 星美学園短期大学の学園祭は「星美祭」と呼ばれ毎年、概ね10月に行われている。

## 大学関係者と組織

### 大学関係者組織
- 星美学園短期大学の同窓会組織は「ウニオーネ短大」と称す。この名称はイタリア語で、「一致」という意味を表し、扶助者聖母会同窓会世界連合の通称である。具体的な活動は、星美祭への出店、「料理を楽しむ会」の開催や会報の発行などである。

### 大学関係者一覧
- 久山宗彦：元本短大学長で、カリタス女子短期大学の学長にも就任している。以下の著書がある。
  - 『コーランと聖書の対話』（講談社現代新書,1993年）
  - 『ナイル河畔の聖家族』（フットワーク出版,1991年）ほか
- 武田好：本短大専任講師：NHK外国語講座に出演している。

### 出身者
- 佐野アツ子：女優
- 藍川りの：タレント

## 対外関係
イギリス
- ウェールズ大学

関係校
- 東京都私立短期大学協会

系列校
- 星美学園中学校・高等学校
- 星美学園小学校
- 星美学園幼稚園

## 社会との関わり
- 本短大の専任講師である武田好がNHK外国語講座に出演している。
- 「マリア救援隊」と称したボランティア活動団体が、フィリピンの大学生に対する援助活動を行なっている。
- 公開講座としてイタリア文化講座を行っている。

## 卒業後の進路について

### 編入学・進学実績[注 6]
- 人間文化学科
  - 言語文化専攻&国文科：淑徳大学・恵泉女学園大学・駒沢女子大学・白百合女子大学・清泉女子大学・大東文化大学・二松学舎大学・目白大学・立正大学・フェリス女学院大学ほか。
  - 人間生活学専攻&生活文化学科：共立女子大学・女子栄養大学・中央大学ほか。
- 幼児教育科&幼児保育学科：聖徳大学・ルーテル学院大学ほか。